# 国立病院機構静岡てんかん・神経医療センター
独立行政法人国立病院機構静岡てんかん・神経医療センター（どくりつぎょうせいほうじん こくりつびょういんきこう しずおかてんかん・しんけい いりょうセンター）は、静岡県静岡市葵区にある医療機関。

## 概要
独立行政法人国立病院機構が運営する病院である。旧国立療養所静岡神経医療センター、旧国立療養所静岡東病院、旧国立静岡病院。政策医療分野における神経・筋疾患の基幹医療施設、重症心身障害の専門医療施設であり、国際医療協力も手掛ける。日本てんかん協会との研究・セミナーをはじめ、WHO、国際抗てんかん連盟（学術団体）、国際てんかん協会（当事者団体）と協力して、てんかん医療の普及を図っている。
静岡県立こども病院、静岡県立中央特別支援学校、静岡県立静岡北特別支援学校と隣接して所在する。

## 沿革
- 1975年（昭和50年）日本で最初のてんかんセンターを開設
- 2001年（平成13年）10月 ‐ 国立療養所静岡東病院と国立静岡病院を統合し、国立療養所静岡神経医療センターとして開院
- 2004年（平成16年）4月 ‐ 独立行政法人国立病院機構静岡てんかん・神経医療センターに名称変更

## 診療科
- 内科
- 精神科
- てんかん科
- 脳神経内科
- 小児科
- 脳神経外科
- リハビリテーション科
- 放射線科
- 麻酔科
- 歯科

## 交通アクセス
- JR東海道線 静岡駅北口5番のりばよりしずてつジャストライン こども病院線：静岡神経医療センター行で約30分、終点下車。日祝日は運休。